# Miss Meadows – Rache ist süß
Miss Meadows ist eine US-amerikanische schwarze Komödie von Karen Leigh Hopkins aus dem Jahr 2014. Die Hauptrolle spielt Katie Holmes.

## Handlung
Miss Meadows ist nach außen eine züchtige Grundschullehrerin, die häufig umzieht und dadurch meistens nur Vertretungsstellen erhält. Sie hat eine Vorliebe für Stepptanz und Akkordeon und spricht wie eine Frau aus den 1950ern. Tatsächlich ist sie eine Serienmörderin, die vor allem Straftäter ermordet, die vor dem Gesetz davongekommen sind. Sie lebt alleine in einem kleinen Haus und telefoniert oft abends mit ihrer imaginären Mutter, die am Tag einer Hochzeit bei einem Drive-by-Shooting ermordet wurde. Im Laufe der Handlung tötet sie einen mutmaßlichen Vergewaltiger, einen Amokläufer in einem Café und einen katholischen Priester, der einen ihrer Schüler zu Oralverkehr gezwungen hat.
Der örtliche Sheriff ermittelt in ihrer Mordserie. Doch die beiden verlieben sich und trotz eines Verdachtes lässt er sich auf Miss Meadows ein. Sie wird sogar schwanger von ihm und die beiden planen ihre Hochzeit. Doch der entlassene Sexualstraftäter Skylar ist in die Nachbarschaft gezogen und spielt sein eigenes Spiel mit Miss Meadows. Er bedroht unter anderem ihre Schulklasse. Am Tag ihrer Hochzeit entführt Skylar ein Mädchen aus ihrer Klasse. Sie wird von Skylar gefangen genommen. Es kommt zu einem Showdown, bei dem der Sheriff gerade noch rechtzeitig Miss Meadows befreien kann und Skylar tötet. Die beiden heiraten anschließend.
Ein Jahr später sind Miss Meadows und der Sheriff Eltern einer Tochter. Der Sheriff deckt sie und sie geht auf eine weitere Patrouille.

## Hintergrund
Der Film wurde im August 2013 innerhalb eines Monats in Cleveland, Ohio gedreht. Die Dreharbeiten fanden überwiegend auf dem Universitätsgelände, der United Methodist Church und Judson Manor statt. Er entstand ein Jahr nach Katie Holmes’ Trennung von Tom Cruise. Es handelt sich um einen Low-Budget-Film, der von Karen Leigh Hopkins gedreht wurde, die auch das Drehbuch schrieb.

## Veröffentlichung
Der Film hatte seine Premiere am 21. April 2014 auf dem Tribeca Film Festival. In den Vereinigten Staaten wurde er am 14. November 2014 von Entertainment One Films in den Kinos veröffentlicht. In Deutschland erschien der Film am 21. August 2015 auf Blu-ray und DVD über Lighthouse Entertainment.

## Rezeption
Auf Rotten Tomatoes überzeugte der Film lediglich 25 % der Kritiker und erhielt eine Durchschnittsbewertung von 4.62 von 10 bei 20 Reviews. Der Zuschauerzuspruch ist mit 38 % etwas höher. Das Lexikon des internationalen Films schrieb: „Schwarze Krimikomödie mit zwei guten Hauptdarstellern, aber niedriger satirischer Trefferquote. Zudem zelebriert der Film die Vigilanten-Taten seiner Hauptfigur zu unreflektiert, um als Satire durchzugehen.“